# شنل (فیلم)
شنل (روسی: Шине́ль) یک فیلم بلند کارتونی ناتمام در ژانر طنز و درام به کارگردانی یوری نورشتاین است. این فیلم از سال ۱۹۸۱ میلادی، پروژه اصلی و بزرگ یوری نورشتاین بوده و هنوز آن را به اتمام نرسانده‌است.
فیلم‌نامهٔ این کارتون بر پایهٔ داستان کوتاه «شنل» اثر نیکلای گوگول نگاشته شده‌است و در حدود ۲۵ دقیقه از آن در سال ۲۰۰۴ تکمیل شد. در ۱۳ مارس ۲۰۰۷ میلادی، یوری نورشتاین اعلام نمود که ۳۰ دقیقه از آن را تا پایان سال ۲۰۰۷ برای اکران عمومی آماده می‌کند، اما اینک تا سال ۲۰۲۰ هنوز این فیلم به پایان نرسیده و زمان ساخت ۳۹ سالهٔ آن، طولانی‌ترین زمان ساخت یک فیلم در تاریخ سینماست.
یوری نورشتاین گفته‌است که «شنل» نیکلای گوگول همچون یکی از فصل‌های کتاب مقدس برای او یک اثر ادبی مهم بوده‌است.